# Naginimora
Naginimora es una ciudad situada en el distrito de Mon en el estado de Nagaland (India). Su población es de 8116 habitantes (2011). 

## Demografía
Según el censo de 2011 la población de Naginimora era de 8116 habitantes, de los cuales 4551 eran hombres y 3565 eran mujeres. Naginimora tiene una tasa media de alfabetización del 79,59%, superior a la media estatal del 79,55%: la alfabetización masculina es del 82,90%, y la alfabetización femenina del 75,26%.